# Sainte-Croix-à-Lauze
Pour les articles homonymes, voir Sainte-Croix.
Sainte-Croix-à-Lauze est une commune française, située dans le département des Alpes-de-Haute-Provence en région Provence-Alpes-Côte d'Azur.
Le nom de ses habitants est Crucilauzien.

## Géographie

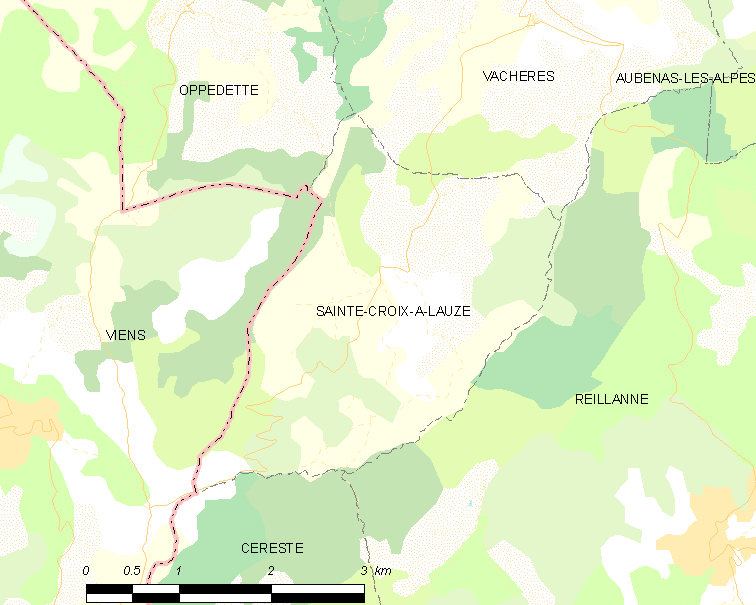
Sainte-Croix-à-Lauze et les communes voisines. (Cliquez sur la carte pour accéder à une grande carte avec la légende).

Les communes limitrophes de Sainte-Croix-à-Lauze sont Vachères, Reillanne, Céreste, Viens qui est située dans le département du Vaucluse et Oppedette.
Le village est situé à 600 m d’altitude. Le sentier de grande randonnée GR4 passe dans la commune.

### Géologie

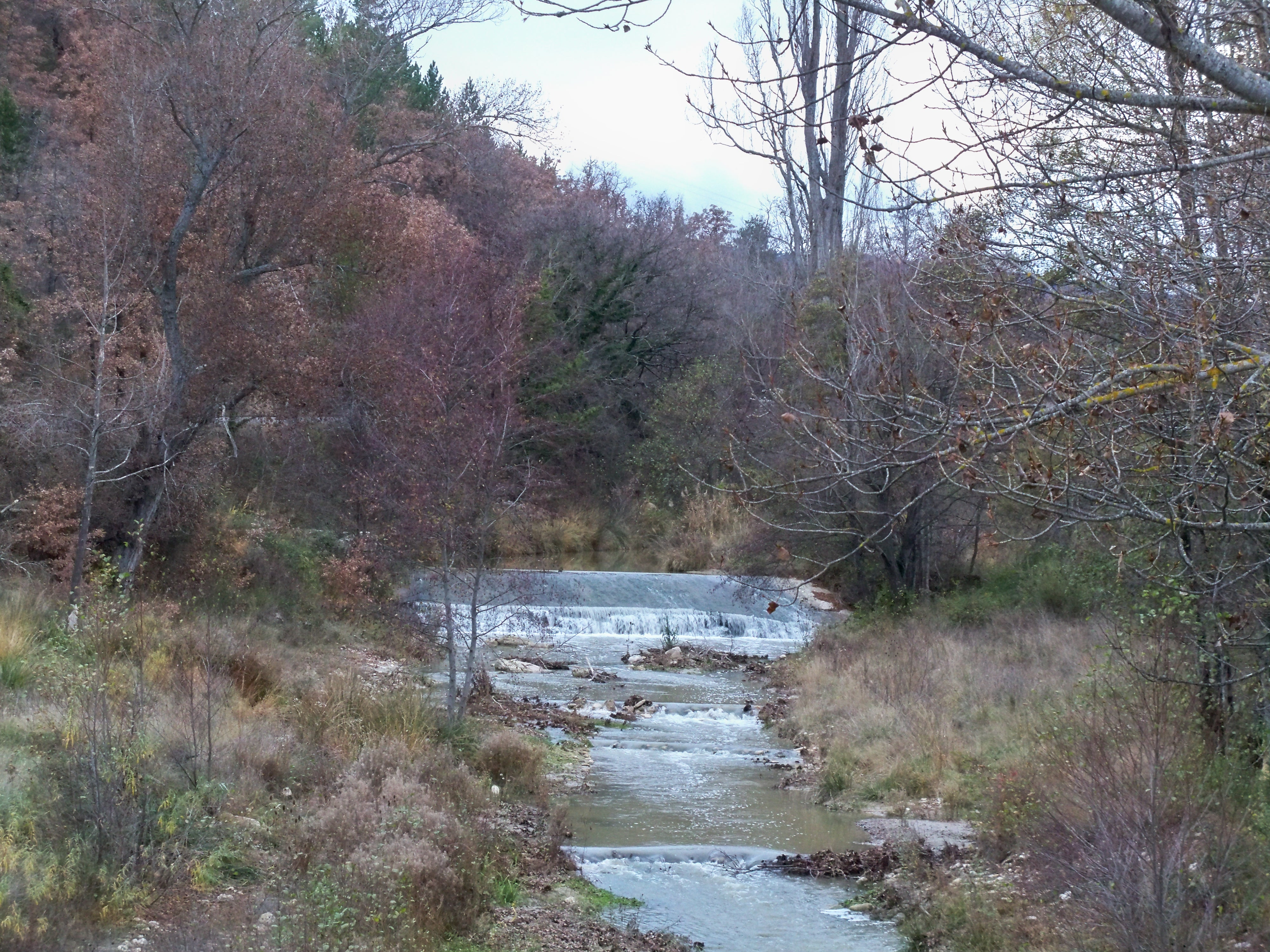
Le Calavon à Sainte-Croix-à-Lauze.

La commune repose sur les couches d'un substrat calcaire ou marneux, d’âge tertiaire.

### Relief
La commune se situe au sud de la « montagne de Vachères » cernée par les vallées du Calavon et du Grand Vallat. Son relief est constitué d'un réseau de collines aux pentes abruptes où la roche est présente sous forme de gorges, de falaises et d’affleurements multiples.

### Hydrographie
Le Calavon coule à ouest de la commune en limite avec les communes de Céreste et Viens.

### Environnement
La commune compte 375 ha de bois et forêts, soit plus de 43 % de sa superficie.

### Transports
La commune de Sainte-Croix-à-Lauze est desservie par la départementale RD 14 qui relie Vachères à Céreste.

### Risques majeurs
Aucune des 200 communes du département n'est en zone de risque sismique nul. Le canton de Reillanne auquel appartient Sainte-Croix-à-Lauze est en zone 1b (sismicité faible) selon la classification déterministe de 1991, basée sur les séismes historiques, et en zone 4 (risque moyen) selon la classification probabiliste EC8 de 2011. La commune de Sainte-Croix-à-Lauze est également exposée à trois autres risques naturels :
- feu de forêt ;
- inondation ;
- mouvement de terrain : l’intégralité du territoire de la commune est concernée par un aléa moyen à fort[7].

La commune de Sainte-Croix-à-Lauze n’est exposée à aucun des risques d’origine technologique recensés par la préfecture. Aucun plan de prévention des risques naturels prévisibles (PPR) n’existe pour la commune et le Dicrim n’existe pas non plus.

### Climat
Pour des articles plus généraux, voir Climat de Provence-Alpes-Côte d'Azur et Climat des Alpes-de-Haute-Provence.
En 2010, le climat de la commune est de type climat méditerranéen altéré, selon une étude du Centre national de la recherche scientifique s'appuyant sur une série de données couvrant la période 1971-2000. En 2020, Météo-France publie une typologie des climats de la France métropolitaine dans laquelle la commune est dans une zone de transition entre le climat de montagne et le climat méditerranéen et est dans la région climatique Provence, Languedoc-Roussillon, caractérisée par une pluviométrie faible en été, un très bon ensoleillement (2 600 h/an), un été chaud (21,5 °C), un air très sec en été, sec en toutes saisons, des vents forts (fréquence de 40 à 50 % de vents > 5 m/s) et peu de brouillards.
Pour la période 1971-2000, la température annuelle moyenne est de 11,7 °C, avec une amplitude thermique annuelle de 16,7 °C. Le cumul annuel moyen de précipitations est de 866 mm, avec 6,2 jours de précipitations en janvier et 3,4 jours en juillet. Pour la période 1991-2020, la température moyenne annuelle observée sur la station météorologique de Météo-France la plus proche, « Dauphin », sur la commune de Dauphin à 13 km à vol d'oiseau, est de 12,6 °C et le cumul annuel moyen de précipitations est de 693,2 mm. 
La température maximale relevée sur cette station est de 42,1 °C, atteinte le 28 juin 2019 ; la température minimale est de −16,4 °C, atteinte le 7 février 2012,,.
Les paramètres climatiques de la commune ont été estimés pour le milieu du siècle (2041-2070) selon différents scénarios d'émission de gaz à effet de serre à partir des nouvelles projections climatiques de référence DRIAS-2020. Ils sont consultables sur un site dédié publié par Météo-France en novembre 2022.

### Toponymie
Le nom du village apparaît pour la première fois vers 1025, ecclesia Santa Crucis, d’après une église qui conservait une relique de la Vraie Croix, sous sa forme occitane, qui a été francisée par la suite. Le nom actuel apparaît au XIIIe siècle, sous la forme Sancta Crux Alauza.

## Urbanisme

### Typologie
Au 1er janvier 2024, Sainte-Croix-à-Lauze est catégorisée commune rurale à habitat dispersé, selon la nouvelle grille communale de densité à 7 niveaux définie par l'Insee en 2022.
Elle est située hors unité urbaine. Par ailleurs la commune fait partie de l'aire d'attraction d'Apt, dont elle est une commune de la couronne,. Cette aire, qui regroupe 18 communes, est catégorisée dans les aires de moins de 50 000 habitants,.

### Occupation des sols
L'occupation des sols de la commune, telle qu'elle ressort de la base de données européenne d’occupation biophysique des sols Corine Land Cover (CLC), est marquée par l'importance des territoires agricoles (75,5 % en 2018), en augmentation par rapport à 1990 (65 %). La répartition détaillée en 2018 est la suivante : 
terres arables (41,6 %), zones agricoles hétérogènes (33,9 %), milieux à végétation arbustive et/ou herbacée (20,6 %), forêts (4 %).
L'évolution de l’occupation des sols de la commune et de ses infrastructures peut être observée sur les différentes représentations cartographiques du territoire : la carte de Cassini (XVIIIe siècle), la carte d'état-major (1820-1866) et les cartes ou photos aériennes de l'IGN pour la période actuelle (1950 à aujourd'hui).

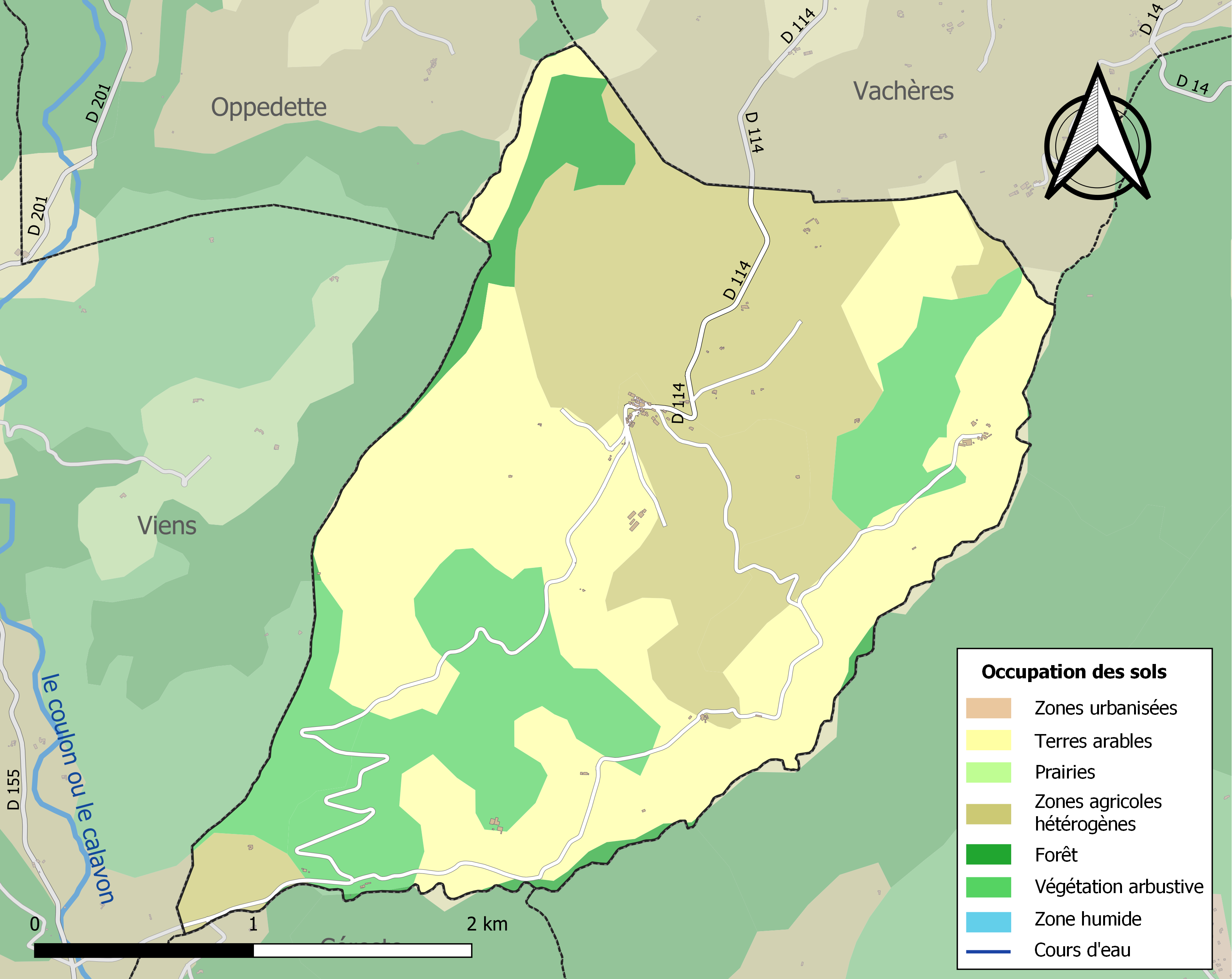
Carte de l'occupation des sols de la commune en 2018 (CLC).

## Histoire

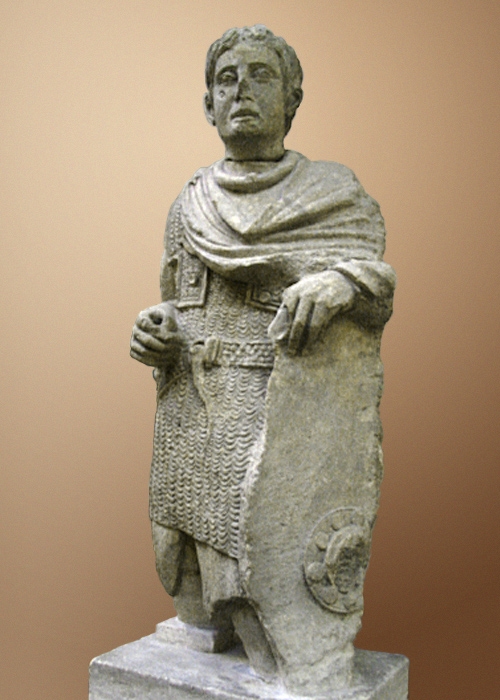
Le guerrier gaulois de Vachères Musée Calvet d'Avignon.

Une campagne de fouilles patronnée par la fondation Calvet est organisée sur le territoire de la commune qui est l'un des emplacements présumés, où aurait été découvert une statue de guerrier gaulois : le guerrier de Vachères.

### Moyen Âge
Alors que le sud-est de la Gaule était une terre burgonde, le roi des Ostrogoths Théodoric le Grand fait la conquête de la région entre la Durance, le Rhône et l’Isère en 510. La commune dépend donc brièvement à nouveau de l’Italie, jusqu’en 526. En effet, pour se réconcilier avec le roi burgonde Gondemar III, la régente ostrogothe Amalasonthe lui rend ce territoire.
La localité apparaît dans les chartes au XIe siècle, sous la forme Sancta Crux in valle Relliana Salleta. Les vicomtes de Reillanne sont les détenteurs du fief à partir de 1025. En 1043, Boniface de Reillanne donne un quart de son domaine, la villa Alause, et trois églises, à l’abbaye de Carluc qui y crée un prieuré. À cette époque, existe un petit castrum, appelé Rivus Clapofus (Reclapous). Alors que la villa existait certainement avant l’An Mil, le castrum est une tentative d’implantation seigneuriale, qui échoue : le prieuré reste le pôle majeur du territoire, et prend le nom de la communauté, devenant Sainte-Croix-Alause, puis -à-Lauze.
Carluc cède le prieuré à l’abbaye de Cruis puis au monastère de Montmajour.
La communauté de Sainte-Croix fut réduite à néant par les crises du XIVe siècle (Peste noire et guerre de Cent Ans). Alors qu'elle comptait 14 feux au dénombrement de 1315, elle est complètement inhabitée en 1471. La paroisse est donnée par l’évêque d'Apt à son chapitre au début du XIe siècle, qui dès lors nommait le prêtre et percevait les revenus attachés à l’église. La communauté relevait de la viguerie de Forcalquier.

### Temps modernes
La seigneurie sur le village est vendue à Honoré Billon Caradet en 1695. Bruno Ignace Roux est signalé comme détenteur en 1732 ; viguier et capitaine du roi à Apt en 1737, il est anobli en 1741. Ses armes, trois têtes de lion arrachées d'or lampassées de sables ornent le portail du château.

### Révolution française
Durant la Révolution française, pour suivre le décret de la Convention du 25 vendémiaire an II invitant les communes ayant des noms pouvant rappeler les souvenirs de la royauté, de la féodalité ou des superstitions, à les remplacer par d'autres dénominations, la commune change de nom pour Lauze.
Comme de nombreuses communes du département, Sainte-Croix-à-Lauze se dote d’une école bien avant les lois Ferry : en 1863, elle en possède déjà une qui dispense une instruction primaire aux garçons, au chef-lieu. Aucune instruction n’est donnée aux filles : ni la loi Falloux (1851), qui impose l’ouverture d’une école de filles aux communes de plus de 800 habitants, ni la première loi Duruy (1867), qui abaisse ce seuil à 500 habitants, ne concernent Sainte-Croix-à-Lauze. Ce n’est qu’avec les lois Ferry que les filles de Sainte-Croix-à-Lauze sont régulièrement scolarisées.
La commune a toujours refusé d'adhérer à la charte du parc naturel régional du Luberon ainsi qu'à toute intercommunalité.

### Héraldique
| Blason de Sainte-Croix-à-Lauze | Blason  | Coupé : au premier de sinople à la bande d'or, au second d'argent au renard d'azur. |
| Blason de Sainte-Croix-à-Lauze | Détails | Le statut officiel du blason reste à déterminer.                                    |

## Politique et administration

### Intercommunalité
Sainte-Croix-à-Lauze était, en 2011, l'une des treize communes du département à n'être rattachée à aucun établissement public de coopération intercommunale (EPCI) à fiscalité propre. À la suite du schéma départemental de coopération intercommunale de 2011 établi par la préfecture, prévoyant « la couverture intégrale du territoire par des EPCI à fiscalité propre », la commune a été intégrée en 2013 à la communauté de communes du Pays de Banon.
Depuis le 1er janvier 2017, elle fait partie de la communauté de communes Haute-Provence Pays de Banon.

### Municipalité

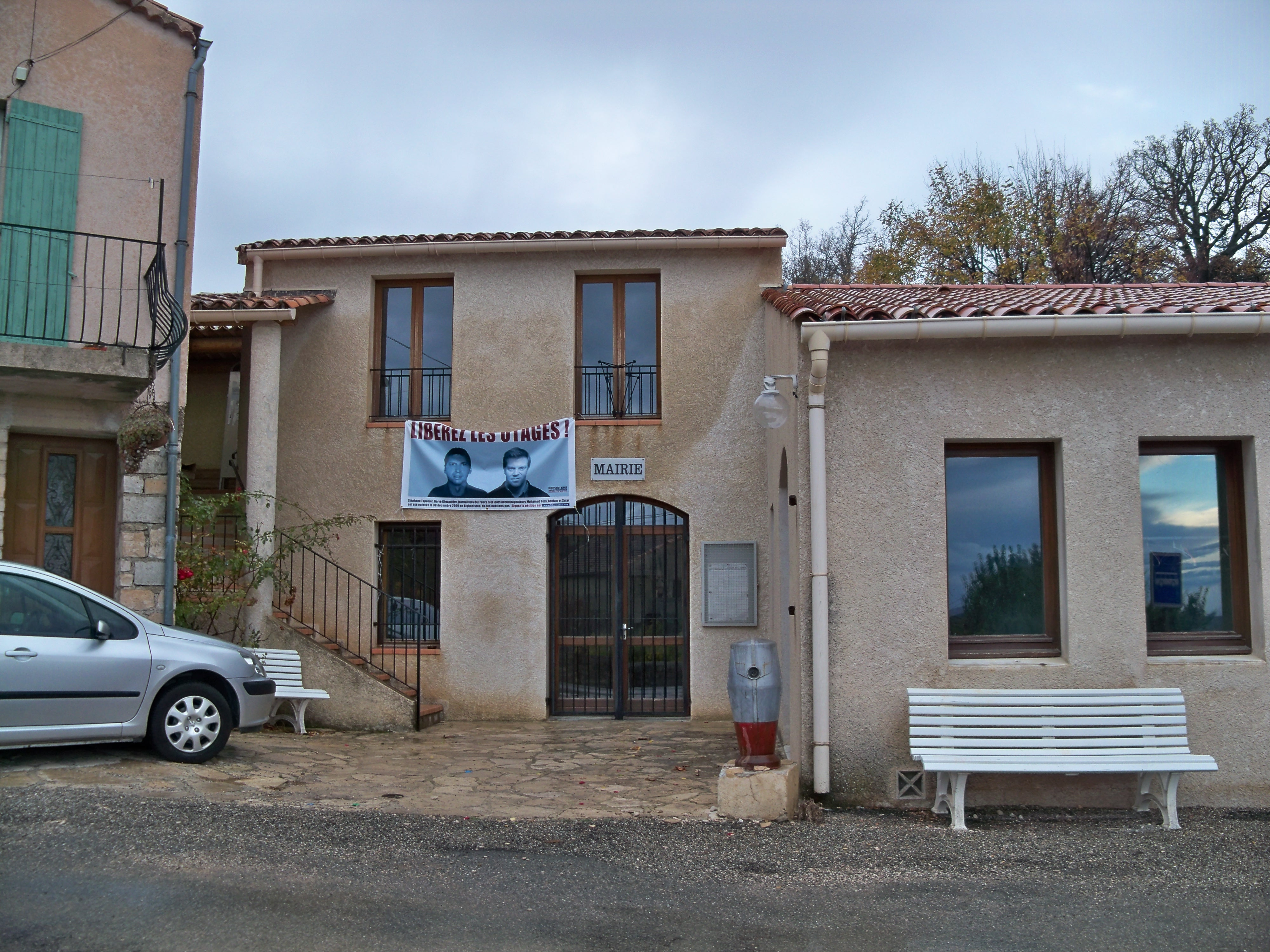
Mairie de Sainte-Croix-à-Lauze.

| Période                                  | Période                       | Identité                 | Étiquette | Qualité       |
| ---------------------------------------- | ----------------------------- | ------------------------ | --------- | ------------- |
| mai 1945                                 |                               | Léopold Blanchet         |           |               |
|                                          |                               |                          |           |               |
| 1965[réf. nécessaire]                    | mars 2008                     | Aimé Renier              |           |               |
| mars 2008                                | En cours (au 21 octobre 2014) | Marie-Christine Almeras, | DVG       | Fonctionnaire |
| Les données manquantes sont à compléter. |                               |                          |           |               |

### Budget et fiscalité
| Taxe                                        | Part communale | Part départementale | Part régionale |
| ------------------------------------------- | -------------- | ------------------- | -------------- |
| Taxe d'habitation                           | 2,88 %         | 5,53 %              | 0,00 %         |
| Taxe foncière sur les propriétés bâties     | 4,41 %         | 14,49 %             | 2,36 %         |
| Taxe foncière sur les propriétés non bâties | 21,94 %        | 47,16 %             | 8,85 %         |
| Taxe professionnelle                        | 4,54 %         | 10,80 %             | 3,84 %         |

La part régionale de la taxe d'habitation n'est pas applicable. La taxe professionnelle est remplacée en 2009 par la cotisation foncière des entreprises portant sur la valeur locative des biens immobiliers et par la contribution sur la valeur ajoutée des entreprises (les deux formant la contribution économique territoriale).

## Démographie
En 2022, Sainte-Croix-à-Lauze comptait 86 habitants. À partir du XXIe siècle, les recensements réels des communes de moins de 10 000 habitants ont lieu tous les cinq ans (2006, 2011, 2016, etc., pour Sainte-Croix-à-Lauze). Depuis 2004, les autres chiffres sont des estimations.
| 1765 | 1793 | 1800 | 1806 | 1821 | 1831 | 1836 | 1841 | 1846 |
| ---- | ---- | ---- | ---- | ---- | ---- | ---- | ---- | ---- |
| 178  | 197  | 158  | 214  | 163  | 174  | 216  | 233  | 213  |

| 1851 | 1856 | 1861 | 1866 | 1872 | 1876 | 1881 | 1886 | 1891 |
| ---- | ---- | ---- | ---- | ---- | ---- | ---- | ---- | ---- |
| 207  | 196  | 185  | 166  | 176  | 185  | 176  | 157  | 154  |

| 1896 | 1901 | 1906 | 1911 | 1921 | 1926 | 1931 | 1936 | 1946 |
| ---- | ---- | ---- | ---- | ---- | ---- | ---- | ---- | ---- |
| 136  | 120  | 98   | 87   | 67   | 67   | 70   | 69   | 57   |

| 1954 | 1962 | 1968 | 1975 | 1982 | 1990 | 1999 | 2006 | 2011 |
| ---- | ---- | ---- | ---- | ---- | ---- | ---- | ---- | ---- |
| 49   | 50   | 35   | 34   | 65   | 61   | 72   | 76   | 78   |

| 2016 | 2021 | 2022 | - | - | - | - | - | - |
| ---- | ---- | ---- | - | - | - | - | - | - |
| 86   | 88   | 86   | - | - | - | - | - | - |

| 1315    | 1471     |
| ------- | -------- |
| 14 feux | inhabité |

L’histoire démographique de Sainte-Croix-à-Lauze, après l’abandon complet au XVe siècle et le long mouvement de croissance jusqu’au début du XIXe siècle, est marquée par une période d’« étale » où la population reste relativement stable à un niveau élevé. Cette période dure de 1806 à 1851. L’exode rural provoque ensuite un mouvement de recul démographique rapide et de longue durée. En 1906, la commune a perdu plus de la moitié de sa population par rapport au maximum historique de 1841. Le mouvement de baisse ne s'interrompt définitivement que dans les années 1990. Depuis, la population a repris sa croissance, doublant en vingt ans.

## Économie

### Agriculture
Une dizaine de familles ont une activité agricole. La première production est celle du blé, la seconde de plantes à parfum avec le lavandin. Celui-ci est transformé à la distillerie de Vachères. La commune produit aussi de l'huile d'olive AOC[réf. nécessaire][précision nécessaire].
La vigne, qui était cultivée pour l’autoconsommation jusqu’au milieu du XXe siècle, n’est plus présente qu’à titre anecdotique dans la commune. De la même façon, l’olivier, cultivé sur de petites surfaces au XIXe siècle, jusqu’à l’altitude de 600 mètres, exceptionnellement jusqu’à 700 mètres, n’était en 2005 plus cultivé pour une production commerciale.

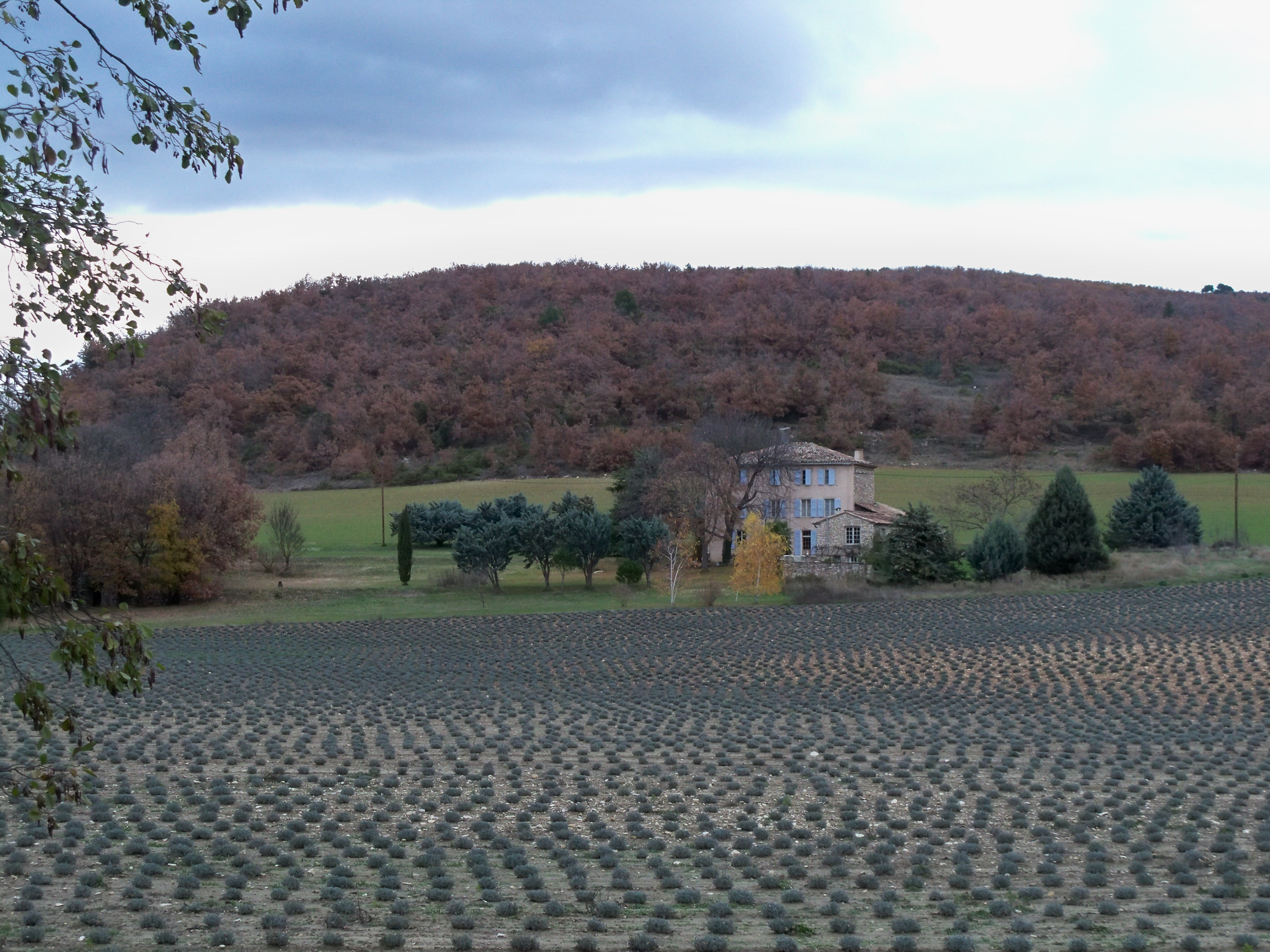
Champs de lavande en automne.
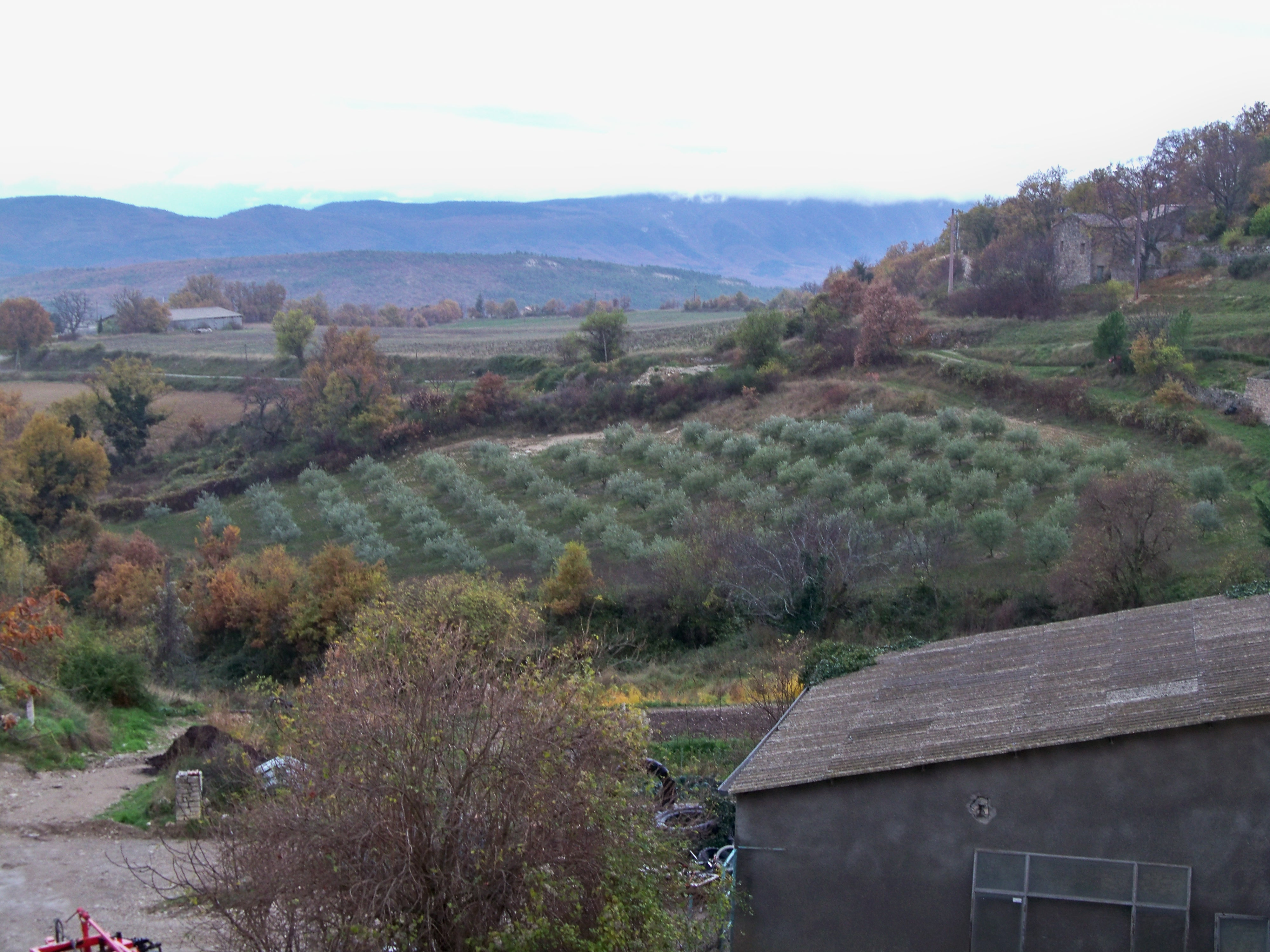
Oliveraie à l'entrée du village.

### Activités de services
Le tourisme sur la commune est essentiellement un tourisme vert grâce aux chemins de randonnées et au cadre protégé qu'offrent la montagne de Vachères et le proche massif du Luberon. La municipalité envisage la rénovation du lavoir pour offrir un point d'eau aux randonneurs.

## Lieux et monuments

### Le château

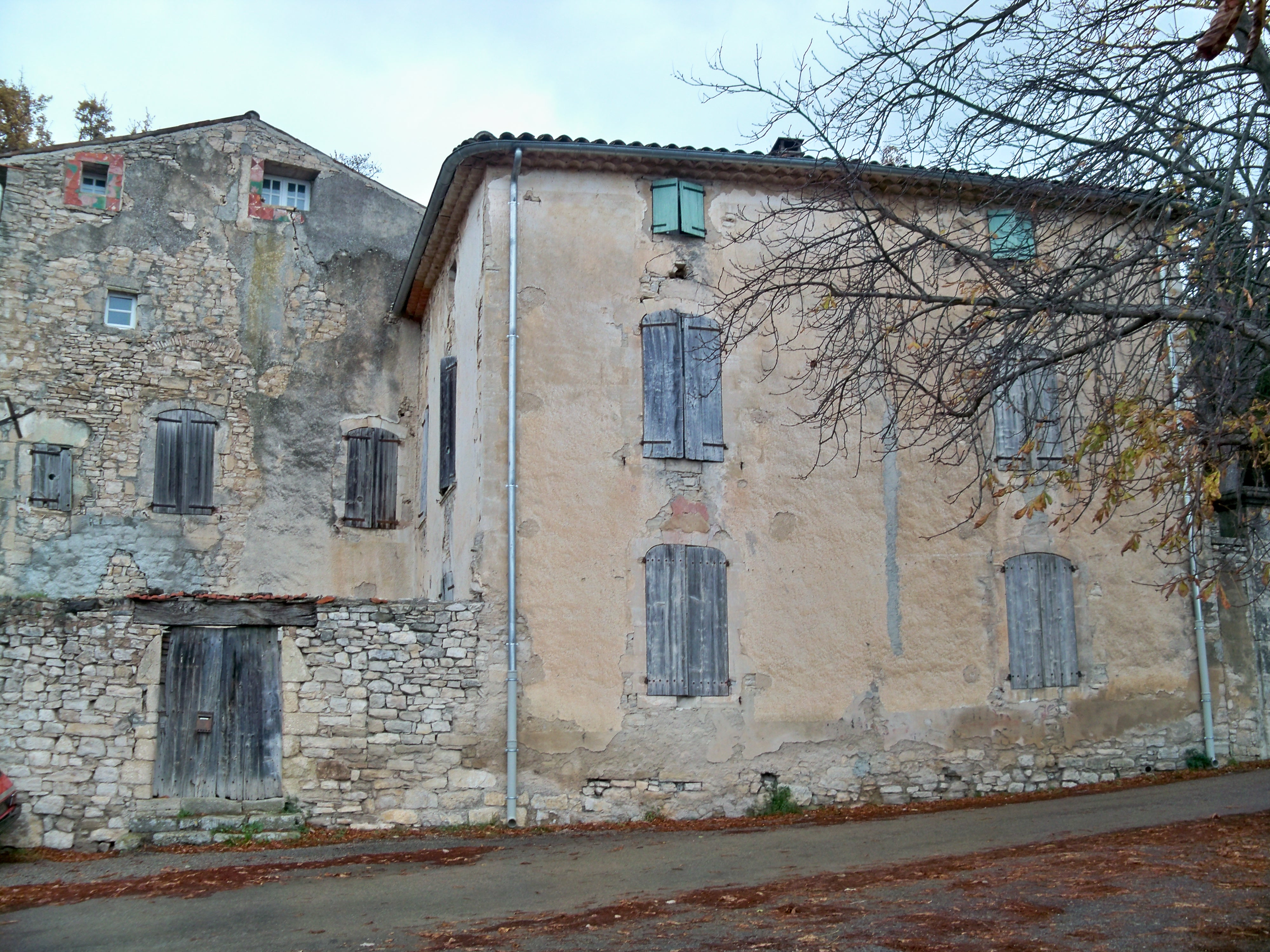
Les deux corps de logis du château.

Le bâtiment du XVIIe siècle appelé château est formé de deux corps de logis et il a la particularité de posséder deux ouvertures de pigeonnier (fuie) sous son toit entourées de carreaux vernissés.

Il est précédé d’une grille de fer forgé armoriée. C'est un écu ovale, qui figure les armoiries de la famille Roux de Sainte-Croix, anoblie en 1741 et qui possédait la seigneurie : d'azur à trois têtes de lions d'or lampassés de sable, l'écu timbré d'une couronne de marquis ; en supports : deux lions,. Il a été habité par l'artiste aixoise Léontine Tacussel, devenue marquise de Sainte-Croix à la suite de son mariage avec André de Roux de Sainte-Croix en 1849. Elle y finit sa vie en 1886. Dans la seconde moitié du XXe siècle, le château devient la propriété de Mlle Dieudonné, dernière descendante de Léontine Tacussel. Raymond Collier considère que le portail, par la qualité de son travail et la finesse de ses volutes, est une œuvre d'art unique dans toute la Haute-Provence.

### Les lieux de culte

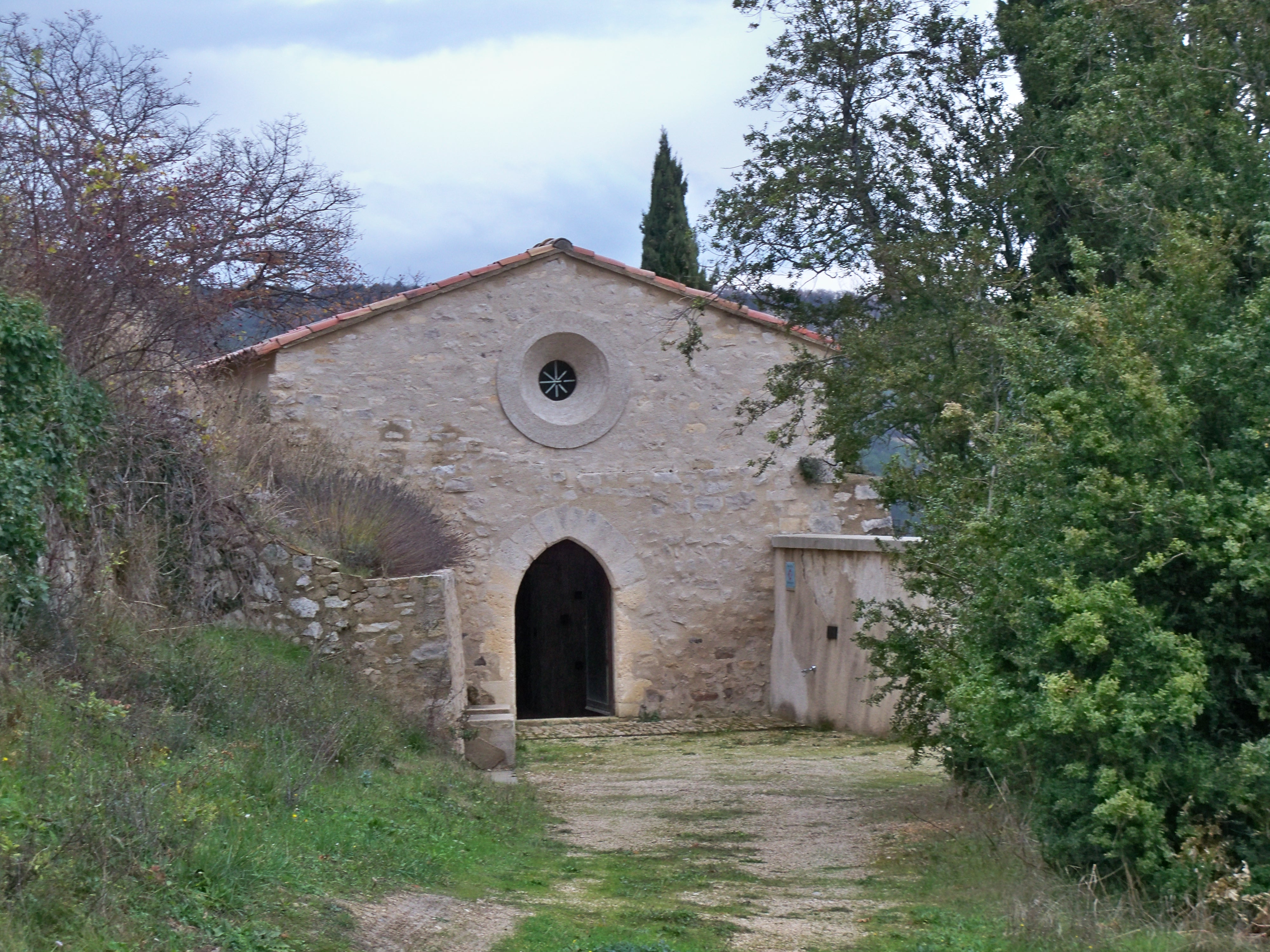
Chapelle Saint-Didier.

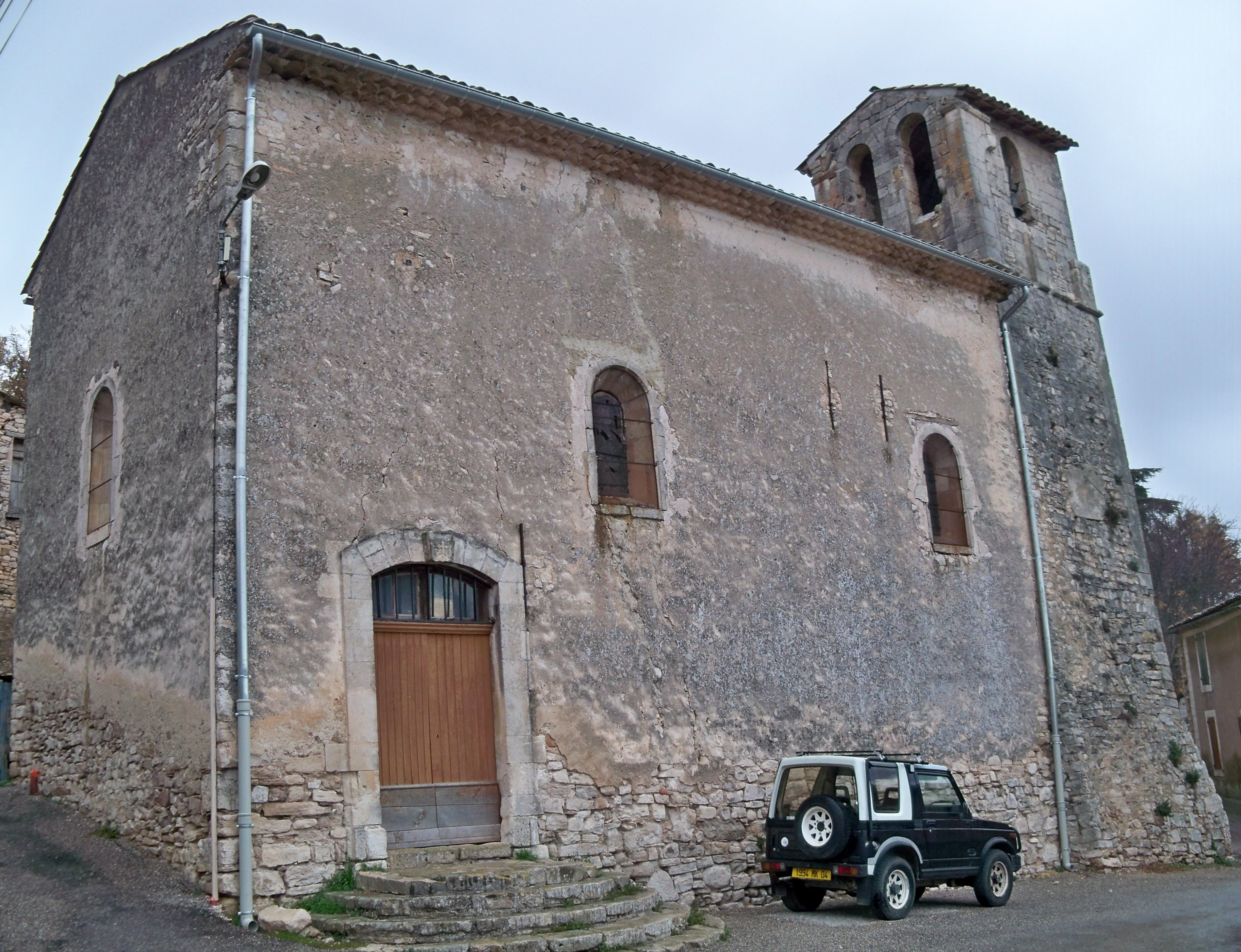
Église de l'Invention-de-la-Sainte-Croix.

L'église paroissiale de l'Invention-de-la-Sainte-Croix (XVIIIe). L'église existe en 1043, le clocher pourrait dater du XIe siècle. À l'extérieur, deux plaques de pierre calcaire ornées d'entrelacs, probablement d'époque carolingienne, sont des réemplois. Constituée d'une nef à une seule travée, plus une travée de chœur, sa voûte en berceau a été remplacée par un plafond.
La chapelle du cimetière, placée sous l'invocation de saint Didier, après être restée longtemps enfouie sous des déblais et envahie par la végétation (au moins depuis le milieu du XVIIIe siècle), a été mise au jour dans les années 1980. Elle a été datée du XIe siècle, période où elle dépendait du prieuré de Carluc. C'est une ancienne église paroissiale qui possédait une chaire dont on voit encore l'escalier. Si la nef a disparu, le chœur était voûté sous une croisée d'ogives est encore visible qui a été datée de la fin du XIVe siècle. Ses nervures sont à méplats ou à arêtes et se terminent dans chaque angle en forme de colonnettes à chapiteau. La clef de voûte de la croisée est sculptée d'un Agnus Dei.

### Habitat traditionnel
Les différentes formes d’habitat traditionnel provençal sont représentées dans la commune : village perché avec maisons en hauteur, où hommes et bêtes vivaient sous le même toit, mais aussi des maisons isolées dans les collines. Au XIXe siècle se sont ajoutées hors du village des maisons à terre. Toutes ces constructions sont pensées pour les besoins agricoles : terrasse pour sécher les fruits, grenier pour serrer le foin et le grain.

Constructions traditionnelles de Sainte-Croix-à-Lauze.
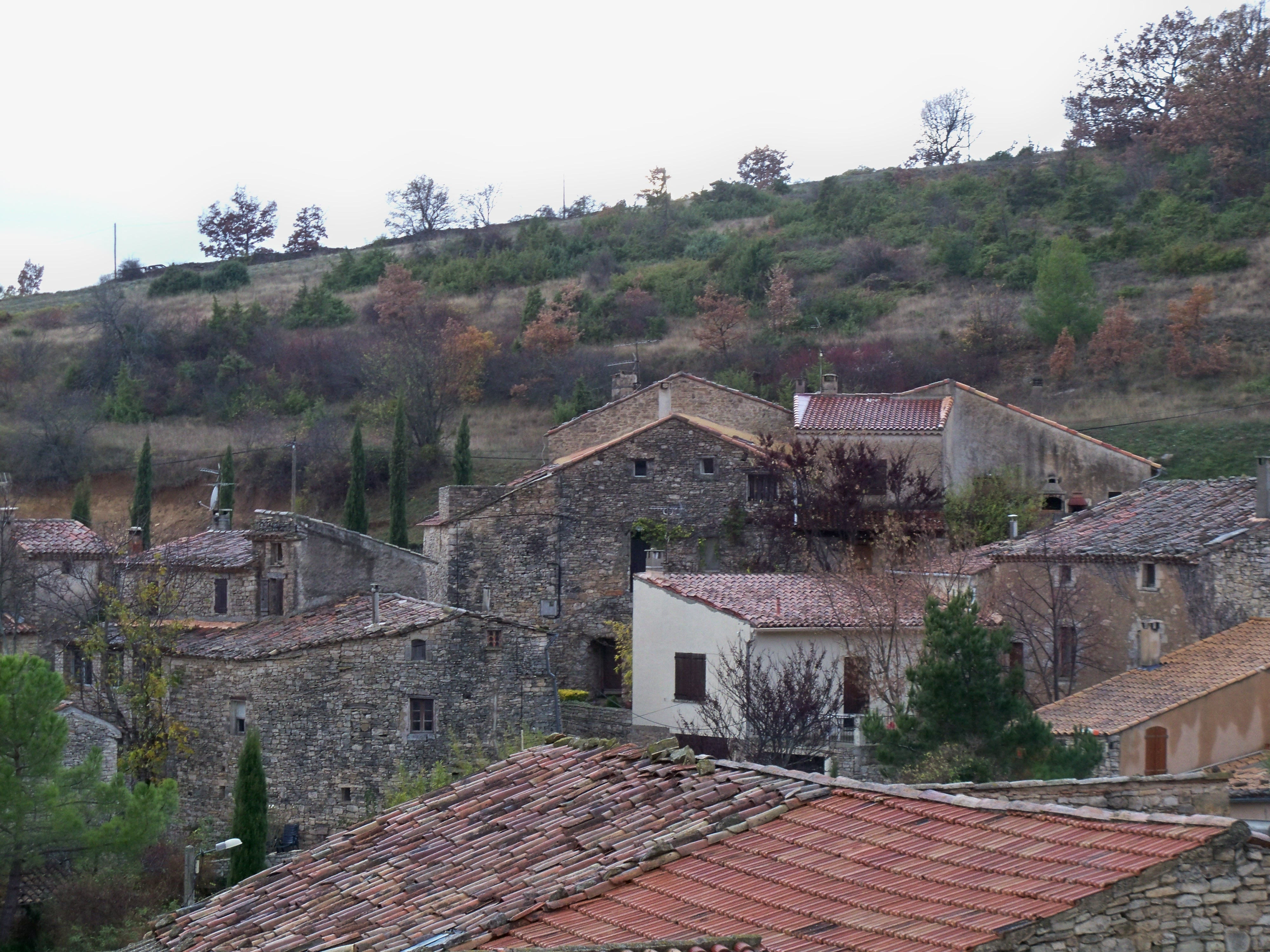
Vue sur une partie perchée du village.
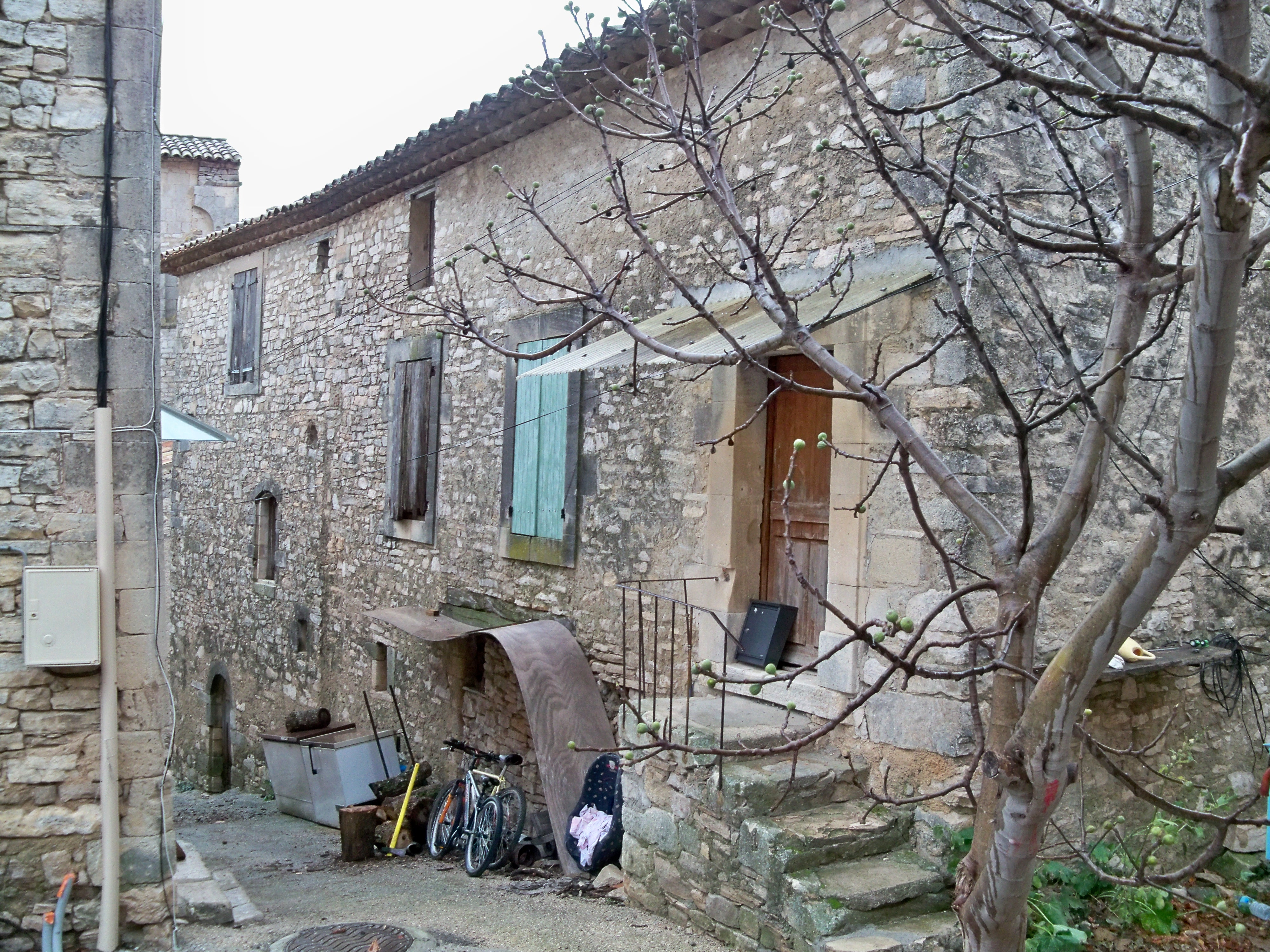
Maison en hauteur dans le village.
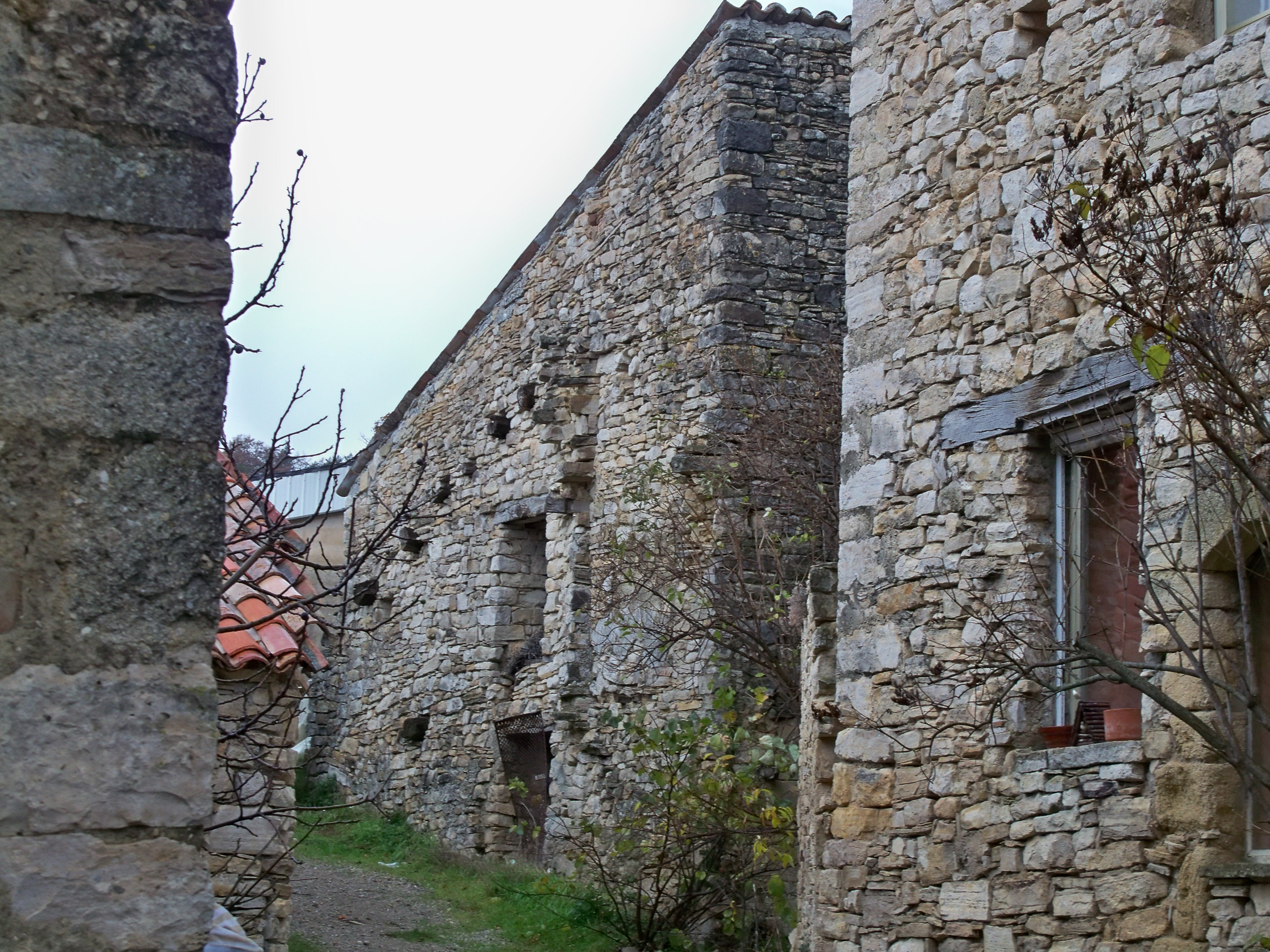
Tentative d'extension d'une maison dans le village. La partie ajoutée a été démolie pour permettre le passage d'un chemin.
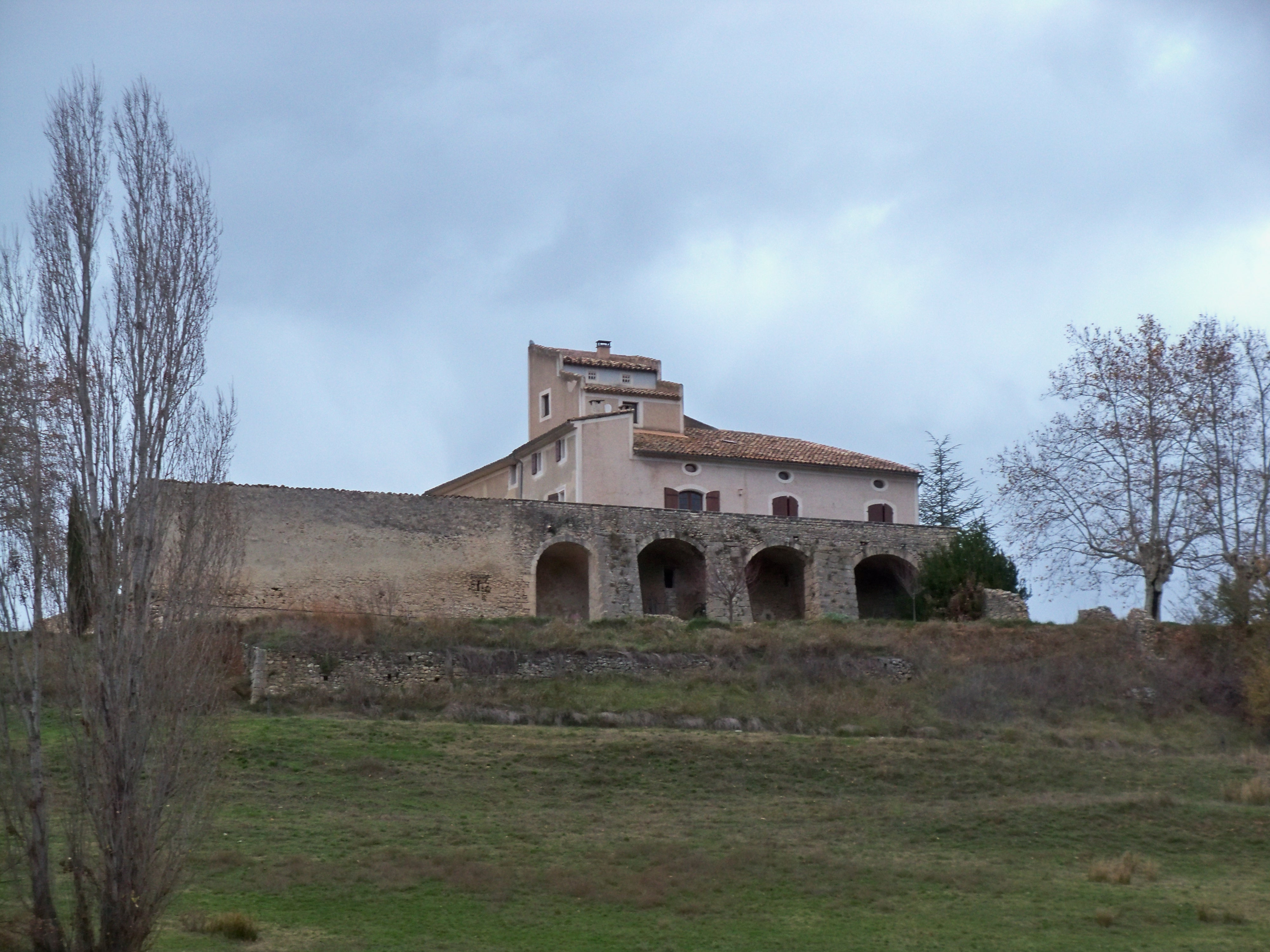
Maison à terre sur la commune de Sainte-Croix-à-Lauze.
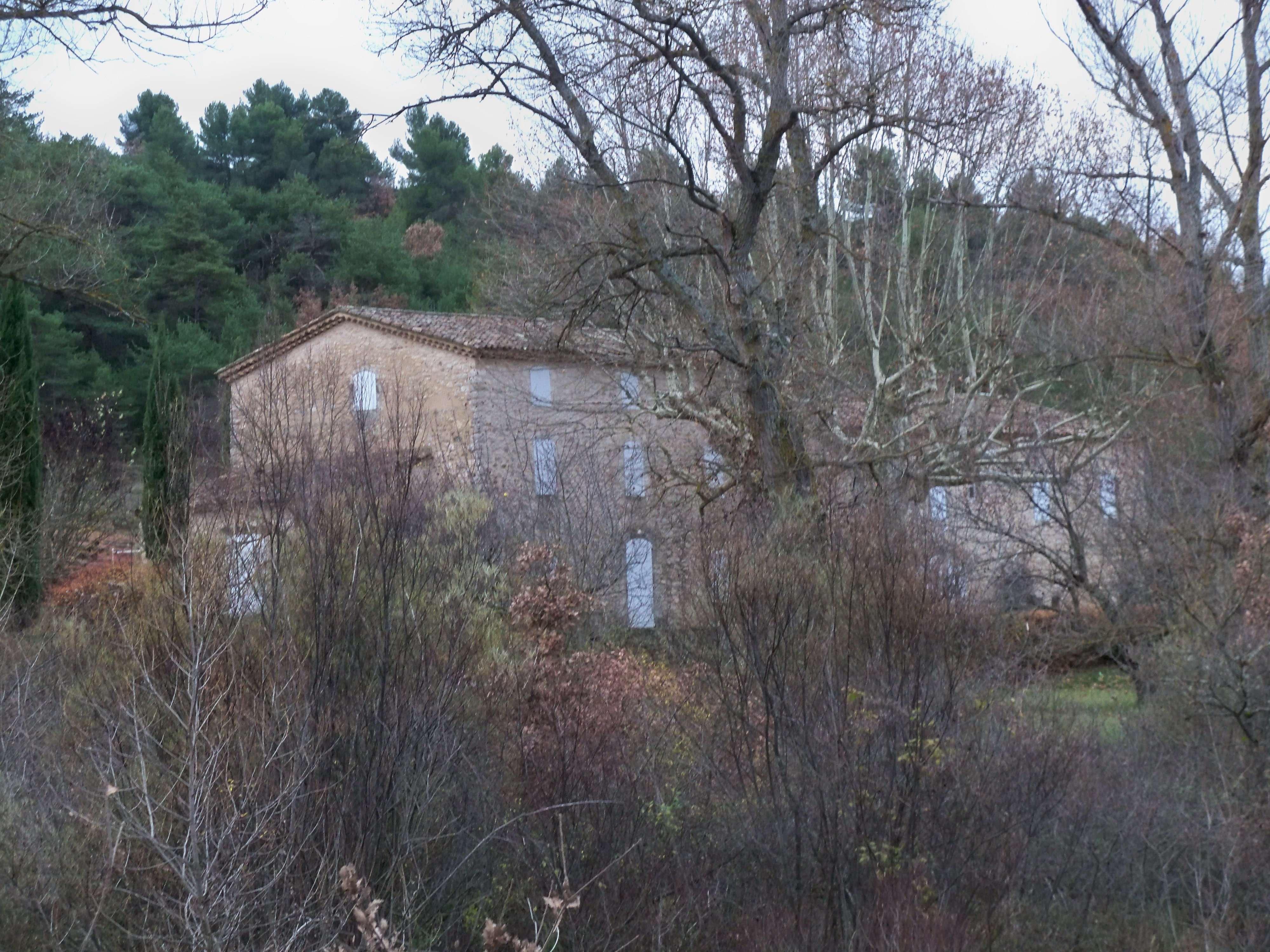
Maison à terre traditionnelle.
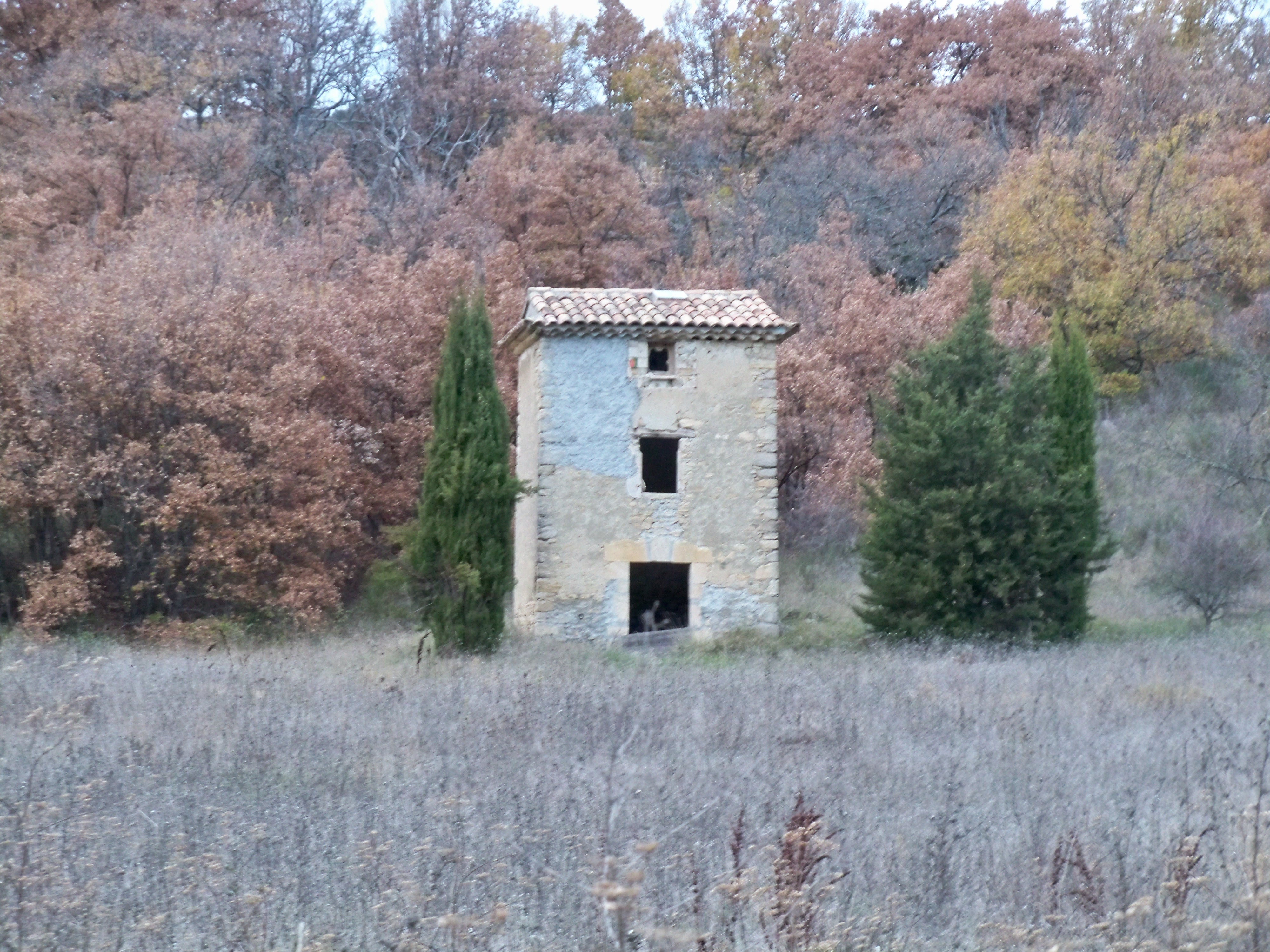
Cabanon près de Sainte-Croix-à-Lauze.

Les pigeonniers de particuliers sont souvent construits au XIXe siècle, et se signalent par des plaques vernissées en façade, protégeant les oiseaux des rongeurs. L'approvisionnement en eau des différentes constructions était très souvent complété par une citerne qui recueillait les eaux de pluie de la toiture.
Les cabanons fournissent un habitat aménagé près de champs ou de vignes éloignées.

## Équipements et services

### Transports interurbains
La commune est desservie par autocar grâce aux lignes régulières Avignon-Digne et Marseille-Banon.

### Enseignement
Il n'y a pas d'école dans la commune. Les enfants scolarisés fréquentent l'école primaire de Vachères puis le collège de Banon ou d'Apt.

### Santé
L'hôpital le plus proche est celui d'Apt.

## Vie locale

### Cultes
La paroisse est rattachée à un secteur pastoral comptant 14 autres paroisses, le secteur pastoral du Largue. Le culte est célébré alternativement dans les églises de ces quinze communes.

### Culture
La chapelle Saint-Didier sous l'égide de l'association Alauza est devenu un centre culturel qui a été distingué par les rubans du patrimoine. Le comité des fêtes organise tous les ans une fête votive au mois de juin.

### Environnement et recyclage
La collecte et traitement des déchets des ménages et déchets assimilés et la protection et mise en valeur de l'environnement se font à la déchèterie de Reillanne.

## Personnalités liées à la commune
- Andrée Maureau, écrivaine, auteur de livres sur la gastronomie provençale[58].